# کایستور
longitudeکایستورlatitudeکایستور
کایستور (به انگلیسی: Caistor) یک منطقهٔ مسکونی در انگلستان است که در میدلند شرقی واقع شده‌است.

## خصوصیات
کایستور ۲٬۶۰۱ نفر جمعیت دارد.